# Mary Elizabeth Winstead
Mary Elizabeth Winstead [ˈmɛɹi əˈlɪzəbəθ ˈwɪnstɛd] est une actrice et chanteuse américaine née le 28 novembre 1984 à Rocky Mount, en Caroline du Nord.
Elle est considérée comme une « Scream Queen » en référence à ses rôles dans des films d'horreur tels que Destination finale 3, Black Christmas, Le Cercle 2 ou encore The Thing. Elle a aussi joué dans des films d'un autre genre, tels que Boulevard de la mort, L'École fantastique, Bobby, Die Hard 4 : Retour en enfer, Scott Pilgrim, Smashed, 10 Cloverfield Lane et Kate. Elle a été nommée aux Young Artist Award pour sa prestation dans la série Passions et a reçu un Screen Actors Guild Award à titre collectif pour son rôle dans le film Bobby.
En 2017, elle tient l'un des rôles principaux de la troisième saison de la série Fargo.
Elle a commencé une carrière de chanteuse en 2013 en formant le groupe Got a Girl en duo avec Dan the Automator. 

## Biographie
Née à Rocky Mount, en Caroline du Nord, Mary Elizabeth Winstead est la plus jeune des cinq enfants de Betty Lou (née Knight) et James Ronald Winstead,,. Son grand-père est le cousin de l'actrice Ava Gardner. À cinq ans, sa famille emménage à Sandy, dans l'Utah, en banlieue de Salt Lake City,. Elle est scolarisée à la Peruvian Park Elementary où elle prend des cours avancés. Danseuse et chanteuse talentueuse, Winstead étudie la danse dans un programme d'été de la Joffrey Ballet, à Chicago et chante dans l'International Children's Choir. Dans sa jeunesse elle espérait initialement poursuivre une carrière de ballerine en apparaissant dans des productions locales de ballet, mais est forcée d'arrêter le ballet à l'adolescence en raison de sa grande taille.
Elle apparaît dans une production de Joseph and the Amazing Technicolor Dreamcoat de Donny Osmond.

## Carrière

### Débuts télévisuels et seconds rôles (1997-2007)

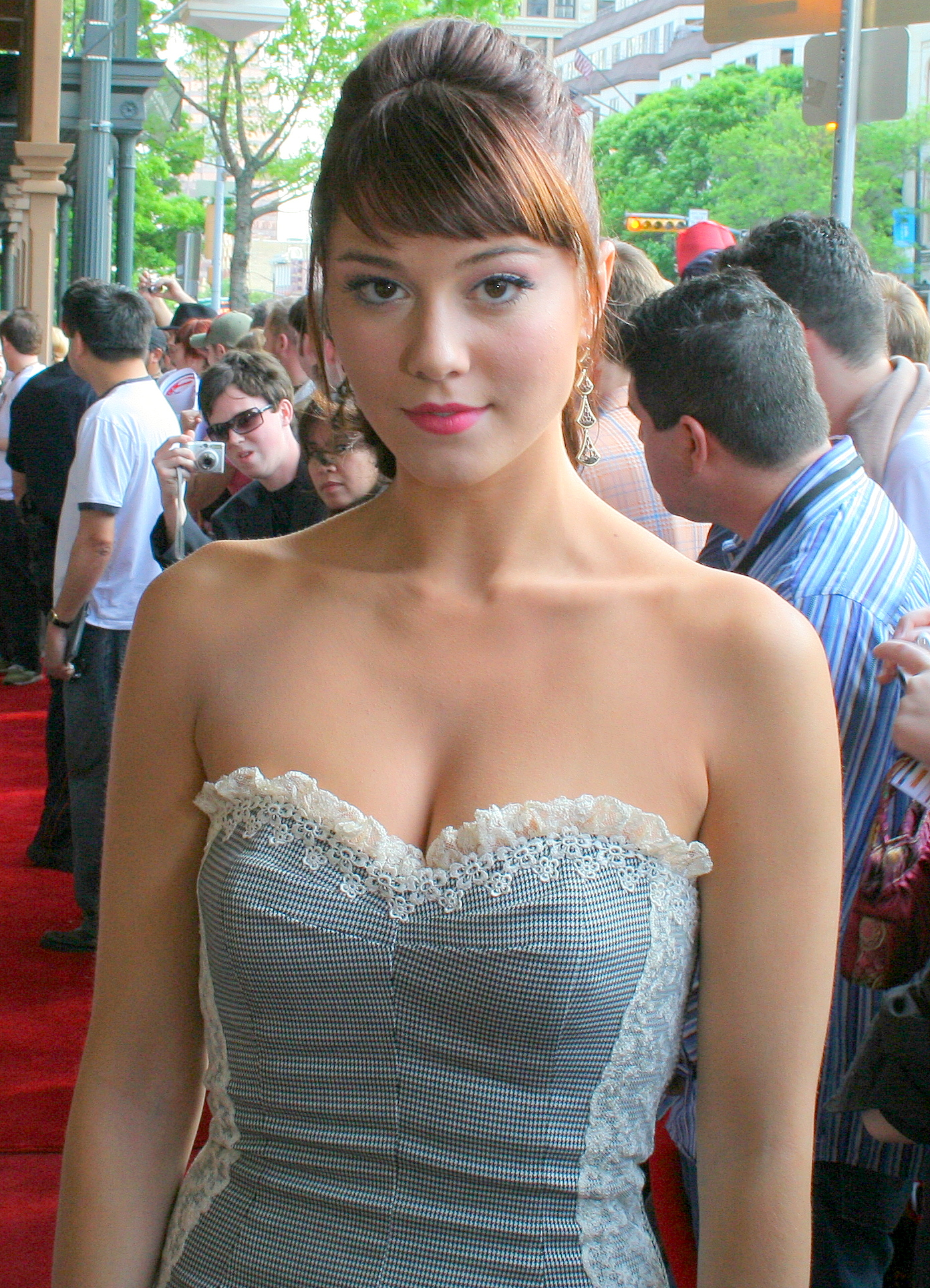
Pour la première de Grindhouse, au Texas, en mars 2007.

Après sa brève performance dans le spectacle, Mary Elizabeth Winstead commence à faire des apparitions dans de nombreuses séries télévisées dans Les Anges du bonheur et Promised Land. Elle obtient son premier rôle important - celui de Jessica Bennett - dans le feuilleton Passions, diffusé sur NBC, qu'elle tient de 1999 à 2000. Elle est partie pour poursuivre d'autres intérêts. Elle obtient son prochain rôle significatif à la télévision dans la série dramatique de courte durée de CBS Wolf Lake, diffusée de 2001 à 2002, dans lequel elle incarne la fille de Tim Matheson. La série est annulée au bout de dix épisodes.
En 2004, elle tient un rôle de soutien dans le film de MTV Monster Island. Par la suite, on lui offre un rôle dans le film Comme Cendrillon, mais refuse car elle venait d'être diplômée de l'école et allait à une croisière avec des amis, où elle rencontre celui qui allait devenir son mari, Riley Stearns. En 2005, elle tient un rôle mineur dans la comédie indépendante Checking Out, suivi d'un rôle plus important, celui de l'antagoniste principal, dans la comédie de super-héros L'École fantastique, qui obtient un succès commercial.
Mary Elizabeth Winstead commence ensuite à travailler avec les cinéastes James Wong et Glen Morgan, précédemment connus pour leurs contributions à The X-Files. Elle joue dans le film d'horreur Destination finale 3, sorti en 2006, produit par Morgan et réalisé par Wong, dans lequel elle tient le rôle principal féminin, celui de Wendy Christensen, une héroïne aux abois qui ressent le pressentiment,. Le film est un succès commercial, mais rencontre un accueil mitigé des critiques. La performance de la jeune actrice s'avère être positive pour les critiques. James Berardinelli déclare qu'elle « fait un travail aussi compétent que l'on pourrait s'attendre dans ces terribles conditions », tandis que Felix Gonzalez, Jr. la trouve « sympathique ». Winstead collabore de nouveau avec Wong et Morgan plus tard dans l'année avec le slasher Black Christmas, libre remake du film homonyme sorti en 1974, qui suit un groupe de sororités harcelées et assassinées par les anciens habitants de la maison lors d'une tempête hivernale. Lors de sa sortie, Black Christmas reçoit des critiques négatives, mais Winstead va toutefois obtenir une nomination dans la catégorie « Scream Queen » au Scream Awards en 2007. La jeune femme a la chance de se moquer des screams queen des films d'horreur quand l'hôte du Tonight Show, Jay Leno, ignorant qui elle était, a frappé à sa porte et l'a incluse dans un sketch comique parodiant les films d'horreur.
Toujours en 2006, elle tient un rôle dans le film Bobby, réalisé par Emilio Estevez, narrant les dernières heures de Robert Kennedy. Winstead s'intéresse au projet après avoir remarqué la présence d'Anthony Hopkins. Bobby obtient un succès commercial modéré au box-office dans certains cinémas et reçoit des commentaires mitigés, avec beaucoup de critiques dirigées sur le script. Le casting du film est nommé pour le Screen Actors Guild Award pour le meilleur casting dans un film, mais a finalement remporté le Hollywood Film Festival Award de la meilleure distribution d'ensemble.
L'année 2007 voit Winstead apparaître dans des films événements de haut-profil : Quentin Tarantino l'engage pour jouer une actrice bien intentionnée, mais fade et naïve dans le thriller Boulevard de la mort, segment du diptyique Grindhouse , dans lequel elle partage l'affiche avec Rosario Dawson, Tracie Thoms et Zoë Bell, ainsi qu'avec Kurt Russell, qui incarne un cascadeur psychopathe harcelant et assassinant des femmes. C'est le deuxième film mettant en vedette Winstead et Russell après L'École fantastique, bien qu'elle ne filme ses scènes qu'avec Dawson, Thoms et Bell. Bien qu'ayant été un échec commercial, Boulevard de la mort attire un buzz significatif et des critiques favorables, le magazine Variety notant que « l'émergence de Winstead est un plus agréable [au film] »,. Son prochain long-métrage de l'année est Die Hard 4 : Retour en enfer, face à Bruce Willis, dans lequel elle tient le rôle de Lucy, fille distante de John McClane. Le film rapporte 383,5 millions de $ de recettes mondiales et reçoit de bonnes critiques,.

### Passage en tête d'affiche (2008-2012)

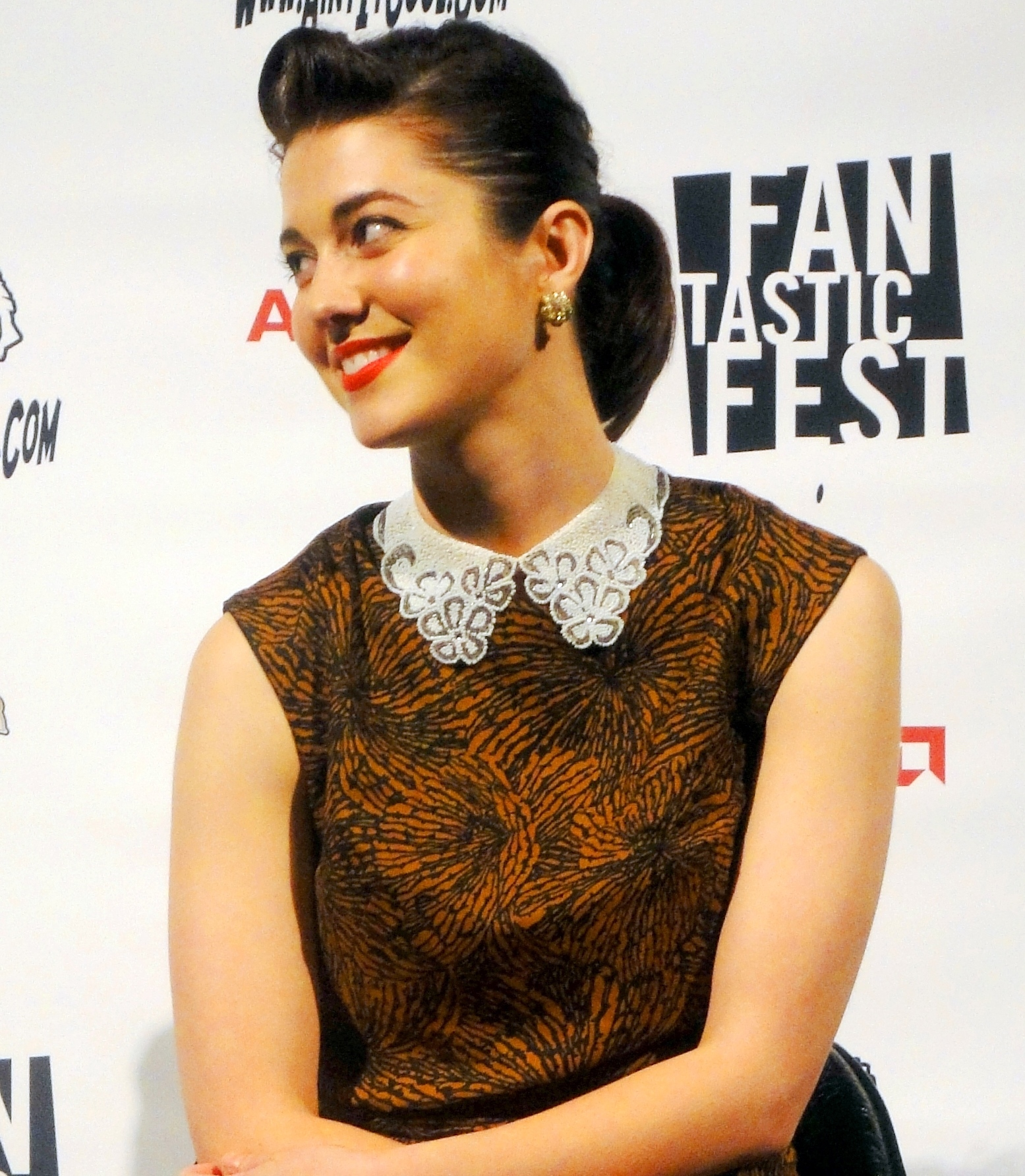
Pour la promotion de Scott Pilgrim, au Austin Alamo Drafthouse Cinema, en août 2010.

En 2008, elle porte pour la première fois un long-métrage, le drame musical Dancing Girls, de Darren Grant. Le film obtient une sortie directement en DVD aux États-Unis et a peu de succès en salles au Royaume-Uni. Néanmoins, ce fut une joie pour Winstead, qui a rêvé d'être danseuse. Les critiques sont convenus que la jeune femme était le meilleur atout du film, notamment en « compensant la médiocrité générale de la direction »,.
En 2010, elle tient le rôle principal féminin, celui de l'iconique Ramona Flowers, dans le film d'action initiatique Scott Pilgrim, adaptation d'un comic écrit et réalisé par Edgar Wright, dans lequel elle est la co-vedette avec Michael Cera, qui tient le rôle-titre. Elle se forme au combat durant deux mois pour se préparer et effectue la plupart de ses cascades. Le tournage s'est déroulé de mars à août 2009 ,. Si le film déçoit commercialement, il est acclamé par la critique. La performance de Winstead est bien accueillie, lui valant une nomination au Teen Choice Awards dans la catégorie meilleure actrice dans un film d'action.
En 2011, elle tient le rôle principal féminin du film d'horreur The Thing, préquelle du film homonyme réalisé par John Carpenter en 1982,. The Thing suit un groupe de scientifiques qui découvrent un extraterrestre enterré profondément dans la glace de l'Antarctique, réalisant trop tard qu'il est encore vivant. Winstead incarne la paléontologue Kate Lloyd, un personnage qu'elle a basé sur sa sœur neurologue,. La réception critique est mitigée et n'obtient qu'un accueil commercial limité,. La critique souligne toutefois la performance de Winstead en louant sa prestation, notamment le Las Vegas Weekly affirmant qu'elle est « fait pour être un protagoniste attrayant, et Kate est dépeinte comme compétente sans être poussé dans un rôle improbable d'action-hero ».
En 2012, elle partage l'affiche avec Aaron Paul dans Smashed, drame indépendant réalisé par James Ponsoldt, dans lequel elle incarne une institutrice alcoolique, dont le comportement asocial met en péril son emploi, qui se décide à devenir sobre. D'après elle, le tournage a duré dix-neuf jours. Sa performance lui vaut des critiques élogieuses après sa projection au Festival de Sundance,, JoBlo.com notant qu'elle incarne « un type de personnage qui pourrait être digne d'un prix si on lui donne le genre de construction de jeu par n'importe quel studio qui l'a choisi ». Smashed sort le 12 octobre 2012, et voit Winstead obtenir de nombreuses nominations notamment à l'Independent Spirit Award de la meilleure actrice. Elle explique dans une interview pour la promotion de Smashed sur le site Collider sa fierté de travailler sur un projet indépendant. Elle enchaîne avec Abraham Lincoln, chasseur de vampires, adaptation du roman homonyme de Seth Grahame-Smith. Elle y joue Mary Todd, la compagne puis épouse du rôle titre. L'accueil critique est mitigée, mais la prestation de Winstead est saluée, notamment par un critique du Illinois Times trouvant qu'elle « humanise Mary [Todd Lincoln] en lui donnant un esprit ardent et le sens de la résolution face à une adversité considérable ». Elle est également félicitée pour ses scènes l'opposant avec Benjamin Walker.
Par la suite, elle s'éloigne des productions commerciales pour privilégier un cinéma indépendant dramatique exigeant, dans la lignée de Smashed.

### Cinéma indépendant et reconnaissance critique (2012-2015)

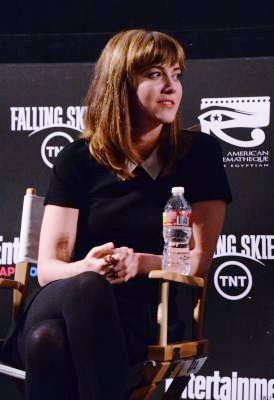
L'actrice au Entertainment Weekly CapeTown Film Festival, en 2013.

En 2012, elle fait partie du casting du film Dans la tête de Charles Swan III de Roman Coppola, dans lequel elle tient le rôle de la meilleure amie de la petite amie du personnage éponyme qui vient de rompre avec lui. Le film lui permet de la réunir avec ses anciens co-vedettes de Scott Pilgrim, Jason Schwartzman et Aubrey Plaza. Par la suite, elle est choisie pour tenir le rôle de l'amie du personnage principal, incarné par Adam Scott dans la comédie A.C.O.D. , qui est moyennement reçu par la critique, mais le Washington Post ajoute que « Winstead apporte la profondeur surprenante à un petit rôle ». Après une diffusion au Festival de Sundance 2013, A.C.O.D. est distribué en sortie limitée.
En 2012, elle apparaît avec Topher Grace dans The Beauty Inside, un « film social interactif » divisé en six épisodes entrecoupés de récits interactifs sur la chronologie du compte Facebook du personnage principal, Alex, qui se réveille chaque jour avec une apparence différente. Winstead incarne l'intérêt amoureux d'Alex. La web série a servi de campagne publicitaire pour Intel et Toshiba et est diffusée du 16 août au 20 septembre 2012.
En 2013, Mary Elizabeth Winstead apparaît avec sa co-vedette de Scott Pilgrim, Brie Larson, mais aussi avec Miles Teller, Shailene Woodley, Kyle Chandler et Bob Odenkirk dans la comédie dramatico-romantique The Spectacular Now réalisé par James Ponsoldt, dans lequel elle tient le rôle de la sœur du personnage principal incarné par Teller. L'adaptation cinématographique du roman de Tim Sharp obtient des critiques favorables et un bon résultat au box-office lors de sa sortie limitée aux États-Unis,,,. La même année, elle reprend le rôle de Lucy McClane dans Die Hard : Belle journée pour mourir, en filmant ses scènes en une journée,,. Winstead déclare dans une interview avec Yahoo! qu'elle ne s'attendait pas à une autre suite, mais a eu du plaisir à reprendre le rapport père-fille. Ses scènes sont uniquement présentes dans la version sortie en salles, car elles ont été coupées pour la version « director's cut » ,,.
Elle prête ses traits au rôle titre de la comédie dramatique Alex of Venice, première réalisation de l'acteur Chris Messina et écrit par Jessica Goldberg. Elle tient le rôle d'une avocate spécialisée dans les questions environnementales devant élever son fils de douze ans après que son mari l'a quitté. Présenté au Festival international du film de San Francisco, les critiques sont pour la plupart positifs, avec de nombreux commentaires louant la performance de l'actrice,, Variety, qualifiant sa prestation d'« extraordinaire ». Le site web Twitch Film note une maturité de Winstead de « ses premiers rôles dans les films d'horreur à des produits plus impressionnants comme Smashed », tout en ajoutant qu'« elle a la grâce, le courage et sait comment déplacer le public et la caméra l'aime ». En juillet 2013, elle tient ensuite le premier rôle féminin de Faults, thriller indépendant écrit et réalisé par son époux, Riley Stearns, dont c'est le premier long-métrage. Winstead et son partenaire Leland Orser sont salués par la critique, .

### Retour à la télévision (depuis 2015)

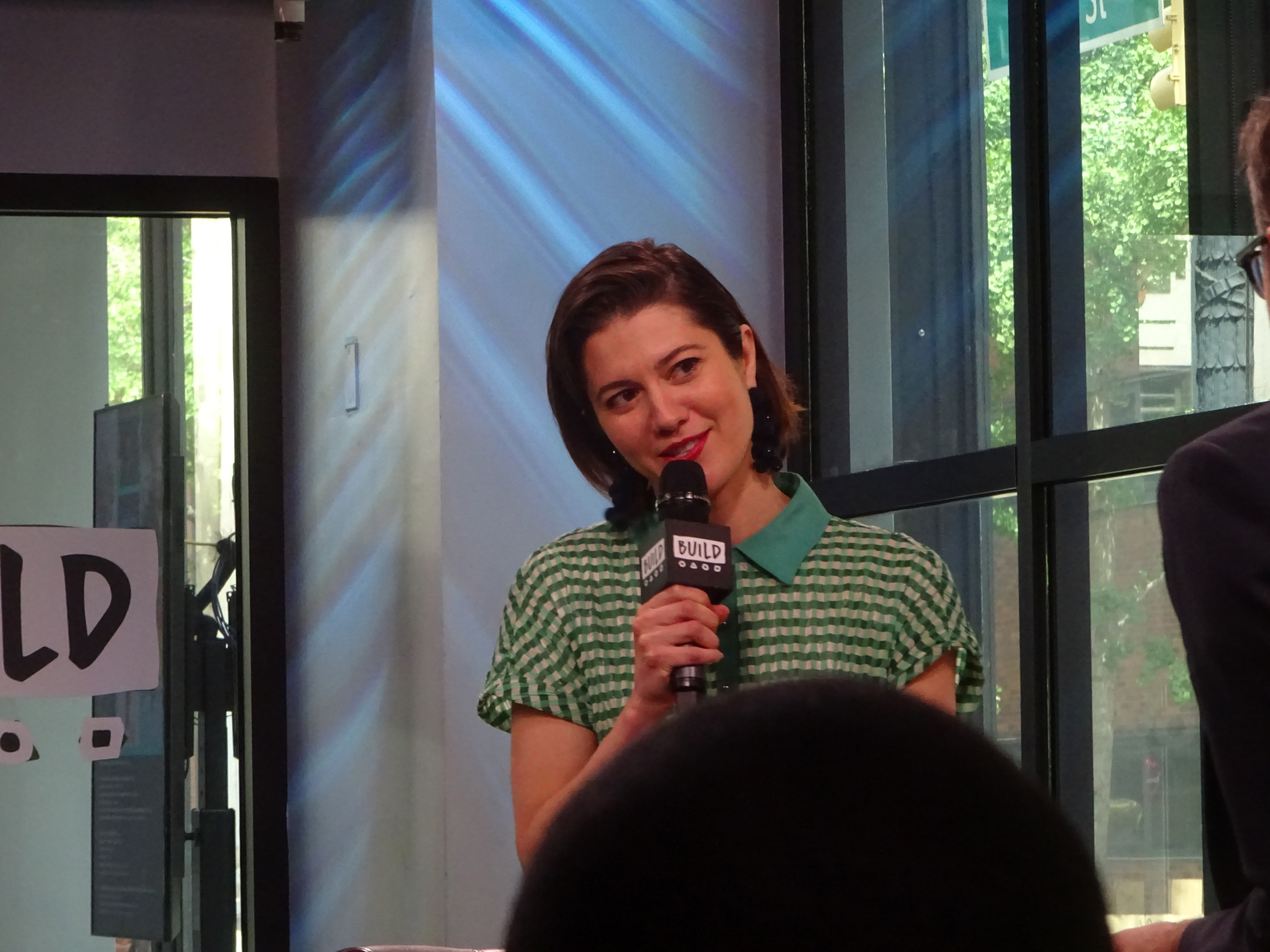
L'actrice promouvant la troisième saison de Fargo, en juin 2017.

En 2014, elle partage l'affiche avec Jeremy Renner et Rosemarie DeWitt dans le thriller Secret d'État, narrant l'histoire vraie du journaliste d'investigation Gary Webb, dans lequel Winstead dépeint l'éditrice de Webb au San Jose Mercury News. Le film reçoit une sortie limitée en salles où il connaît un petit intérêt, malgré un succès critique,.
En janvier 2015, Mary Elizabeth Winstead intègre le casting régulier de la série dramatico-fantastique The Returned, adaptation américaine de la série française Les Revenants. La série suit des habitants d'une petite ville dont les vies sont perturbées lorsque des personnes décédées depuis de nombreuses années commencent à réapparaître. Diffusé à partir du 9 mars 2015 sur la chaîne A&E, le programme reçoit des critiques positives,, mais est annulée au bout de dix épisodes faute d'audiences suffisantes. La même année, elle fait une apparition en tant que guest-star dans un épisode de Comedy Bang! Bang!. Son rôle suivant est celui de Mary Phinney (en) dans la série dramatique sur les droits civiques Mercy Street, diffusée sur PBS. La série, en six parties, narre l'histoire de deux infirmières volontaires des côtés opposées durant la Guerre de Sécession. Diffusé à la demande le 14 janvier 2016 avant une diffusion à la télévision trois jours plus tard, Mercy Street obtient des critiques positives, notamment en faisant l'éloge de la prestation de Winstead. La série est renouvelée pour une deuxième saison, diffusé à partir de janvier 2017.
Au cinéma, elle est apparue dans la comédie dramatique indépendante Swiss Army Man, écrite et réalisée par Dan Kwan et Daniel Scheinert, dans lequel elle est la co-vedette avec Daniel Radcliffe et Paul Dano. Le film suit un homme sans espoir échoué sur une île qui se lie d'amitié un corps mort en apparence alors qu'il tente de rentrer à la maison. Présenté au Festival de Sundance 2016 et sorti dans des salles limitées, Swiss Army Man obtient un accueil favorable des critiques. Elle obtient un rôle dans une autre comédie dramatique, La Famille Hollar, réalisé par l'acteur John Krasinski, dans lequel elle partage l'affiche avec Krasinski, Richard Jenkins, Anna Kendrick, Mary Kay Place et Margo Martindale. Elle y incarne l'ex-petite amie du personnage de Krasinski, qui retourne au chevet de sa mère malade. Également projeté à Sundance, La Famille Hollar est distribuée de manière limitée dans les salles américaines en août 2016.
En 2016, elle est à l'affiche du thriller de science-fiction 10 Cloverfield Lane, dans lequel elle prête ses traits à Michelle, une jeune femme tenue à l'abri avec deux hommes, qui prétendent le monde extérieur est affecté par une attaque chimique généralisée. Sorti en mars 2016, le film, réalisé par Dan Trachtenberg, reçoit un bon accueil critique . Daily Express trouve Winstead « sympathique » et fait remarquer qu'elle « crée un personnage qui est intelligent et ingénieux », tandis que James Berardinelli écrit qu'il s'agit un « bon choix » pour jouer l'héroïne car elle est « forte et féminine ». 10 Cloverfield Lane fait le plus grand démarrage dans la carrière de Winstead dans un rôle de premier plan avec 24 millions $ en premier week-end d'exploitation.
Winstead apparaît dans le rôle principal de la série de thriller poltiico-comique de CBS BrainDead, où elle incarne Laurel, fille d'une dynastie politique démocrate qui a quitté Washington, pour devenir réalisatrice de documentaires, mais revient dans les affaires de la famille quand son frère a besoin d'aide politique. La série est diffusée à partir du 13 juin 2016 et sa première saison sera composée de 13 épisodes,. La série a reçu des critiques allant de mitigées à positives, avec New York Magazine appelant le choix des producteurs concernant Winstead comme la « plus intelligente des décisions » et The A.V. Club trouve qu'elle est une « formidable héroïne ». Toutefois, la série n'est pas renouvelée.
En juin 2016, il est rapporté que Winstead sera en vedette dans le prochain film de Riley Stearns, The Art of Self-Defense. Selon Stearns, c'est un «film de karaté». En septembre 2016, elle se joint à la troisième saison de Fargo, basé sur le film du même nom des frères Coen. Partageant la vedette avec Ewan McGregor, elle y incarne Nikki Swango, une jeune femme rusée ayant obtenu une liberté conditionnelle,,. Diffusée à partir d'avril 2017, la troisième saison de Fargo obtient des critiques positives.

### Carrière de chanteuse
Bien qu'exprimant un intérêt pour le chant, Mary Elizabeth Winstead n'a pas prévu au départ d'en faire une carrière. En 2007, elle chanta une version a cappella du tube Baby It's You des Shirelles pour le film Boulevard de la mort. On lui a demandé sans avertissement d’interpréter la chanson et le casting était « estomaqué » par son chant. Avec le coproducteur Thai Long Ny, elle coécrit une chanson intitulée Warmth of Him. Bien que selon les rumeurs, la chanson était prévue pour une pré-sortie en single, Winstead a confirmé qu'elle explorait juste son intérêt musical et ne planifiait pas de sortir un album de musique pour le moment.
Dans une interview avec le magazine Complex pour le numéro de juin et juillet 2012, Winstead a révélé qu'elle travaillait avec Dan the Automator et qu'elle envisageait effectivement de sortir un album de musique. Le duo a formé le groupe Got a Girl l'année suivante, et a publié leur démo You & Me le 21 mai 2013. L'album, intitulé I Love You but I Must Drive Off This Cliff Now, a été publié le 22 juillet 2014 via Bulk Recordings. Le premier single, Did We Live Too Fast, sort le 3 juin de la même année et son clip, réalisé par Hope Larson, a été mis en ligne le 16 juin. L'album puise principalement ses influences dans la musique pop française. Winstead détaille que l'inspiration derrière le projet est venu notamment de Jane Birkin. Toutes les paroles ont été écrites par Winstead tandis que toute la musique a été composée par Dan the Automator.

## Vie personnelle

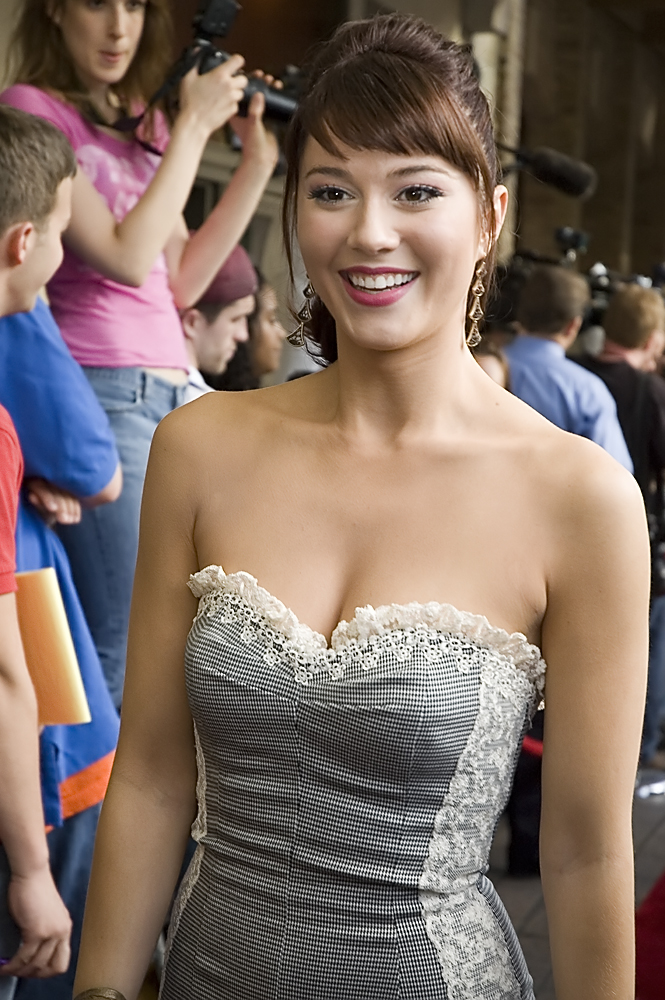
L'actrice Mary Elizabeth Winstead lors de la première de Grindhouse, Austin, Texas.

Mary Elizabeth Winstead a été mariée au réalisateur et scénariste Riley Stearns, rencontré lors d'une croisière lorsqu'elle avait dix-huit ans. Ils se sont mariés en 2010. Le 13 mai 2017, l'actrice annonce sur son compte Instagram qu'elle s'apprête à divorcer avec Stearns, ajoutant qu'ils « resteront meilleurs amis et collaborateurs pour le reste de leurs jours » et qu'ils sont « toujours présents pour le bon comme le mauvais, juste d'une façon différente maintenant »,.
En novembre 2017, sa relation avec l'acteur Ewan McGregor, rencontré sur le tournage de la série Fargo en 2016, est rendue publique. En juin 2021, elle a donné naissance à son fils Laurie,.
Le 31 août 2014, elle est victime — avec une centaine d'autres stars dont Jennifer Lawrence, Hayden Panettiere et Vanessa Hudgens — d'un hacker qui publie des clichés d'elle dénudée.

## Filmographie

### Cinéma

#### Longs métrages
- 2005 : Le Cercle 2 d'Hideo Nakata : Evelyn jeune
- 2005 : Checking Out (en) de Jeff Hare : Lisa Apple
- 2005 : L'École fantastique de Mike Mitchell : Gwen Grayson / Royal Pain
- 2006 : Destination finale 3 (Final Destination 3) de James Wong : Wendy Christensen
- 2006 : Bobby d'Emilio Estevez : Susan Taylor
- 2006 : Black Christmas de Glen Morgan : Heather Fitzgerald
- 2006 : Portrait d'une muse de George Hickenlooper : Ingrid Superstar
- 2007 : Boulevard de la mort de Quentin Tarantino : Lee Montgomery (sorti aux États-Unis dans le diptyque Grindhouse)
- 2007 : Die Hard 4 : Retour en enfer de Len Wiseman : Lucy Gennero McClane
- 2008 : Dancing Girls de Darren Grant : Lauryn Kirk (sorti directement en vidéo aux États-Unis et en salles en France)
- 2010 : Scott Pilgrim d'Edgar Wright : Ramona Flowers
- 2011 : The Thing de Matthijs van Heijningen Jr. : Kate Lloyd
- 2012 : Abraham Lincoln, chasseur de vampires (Abraham Lincoln: Vampire Hunter) de Timur Bekmambetov : Mary Todd Lincoln
- 2012 : Smashed de James Ponsoldt : Kate Hannah
- 2012 : A.C.O.D. de Stu Zicherman : Lauren Stinger
- 2012 : Dans la tête de Charles Swan III de Roman Coppola : Kate
- 2013 : Die Hard : Belle journée pour mourir de John Moore : Lucy Gennero McClane (uniquement dans la version sortie en salles)
- 2013 : The Spectacular Now de James Ponsoldt : Holly Keely
- 2014 : Secret d'État de Michael Cuesta : Anna Simmons
- 2014 : Faults de Riley Stearns : Claire (également productrice)
- 2014 : Alex of Venice de Chris Messina : Alex Vedder
- 2016 : 10 Cloverfield Lane de Dan Trachtenberg : Michelle
- 2016 : Swiss Army Man de Dan Kwan et Daniel Scheinert : Sarah
- 2016 : La Famille Hollar (The Hollars) de John Krasinski : Gwen
- 2018 : All About Nina d'Eva Vives : Nina Geld
- 2018 : The Parts You Lose de Christopher Cantwell : Gail
- 2019 : Gemini Man d'Ang Lee : Danny
- 2020 : Birds of Prey de Cathy Yan : Helena Bertinelli / Huntress
- 2021 : Kate de Cédric Nicolas-Troyan : Kate
- 2024 : La Fièvre de l'argent (en) de Galder Gaztelu-Urrutia : Laura

#### Courts métrages
- 2008 : Stop/Eject de Riley Stearns : Elizabeth
- 2011 : Cost of Living de BenDavid Grabinski : l'ordinateur (voix)
- 2011 : Magnificat de Riley Stearns : Lynn (également productrice exécutive)
- 2012 : Casque de Riley Stearns : la fille
- 2013 : The Cub de Riley Stearns (uniquement productrice exécutive)
- 2016 : So It Goes de Justin Carlton : Samantha

### Télévision

#### Téléfilms
- 1999 : The Long Road Home de Craig Clyde : Annie Jacobs
- 2000 : Father Can't Cope de Brian Levant : Tara (pilote)
- 2003 : Then Came Jones : Rina
- 2004 : L'Île des insectes mutants (Monster Island) de Jack Perez : Maddy
- 2012 : The Beauty Inside de Drake Doremus : Leah
- 2014 : Exposed de Patty Jenkins : Anna Loach (pilote)

#### Séries télévisées
- 1997 : Les Anges du bonheur (Touched by an Angel): Kristy Cordis (saison 3, épisode 30 - non créditée au générique)
- 1998 : Promised Land : Chloe (saison 2, épisode 12 - saison 3, épisode 6)
- 1999-2000 : Passions : Jessica Bennett (94 épisodes)
- 2001-2002 : Wolf Lake : Sophia Donner (saison 1, 10 épisodes)
- 2004 : Tru Calling : Compte à rebours (Tru Calling) : Bridget Helkins (saison 1, épisode 8)
- 2015 : The Returned : Rowan Blackshaw (saison 1, 9 épisodes[N 1])
- 2015 : Comedy Bang! Bang! : Elle-même (saison 4, épisode 24)
- 2016-2017 : Mercy Street (en) : Mary Phinney (10 épisodes)
- 2016 : Brad Neely's Harg Nallin' Sclopio Peepio : Guest Star (voix) (saison 1, épisode 1)
- 2016 : BrainDead : Laurel Healy (saison 1, 13 épisodes)
- 2017 : Fargo : Nikki Swango (saison 3)
- 2017 : Danger & Eggs : Trix Blixon (voix) (saison 1, épisode 12)
- 2019 : Love, Death and Robots : Gail (saison 1, épisode 16)
- 2023 : Ahsoka : Hera Syndulla
- 2023 : Scott Pilgrim prend son envol (Scott Pilgrim Takes Off) : Ramona Flowers (voix)
- 2024 : A Gentleman in Moscow (mini-série télévisée) : Anna Urbanova

#### Clip vidéo
- 2010 : Brie Larson : Black Sheep de Edgar Wright : Ramona Flowers (pour le film Scott Pilgrim)
- 2014 : Got a Girl: Did We Live Too Fast d'Hope Larson

## Discographie

### Avec Got a Girl

#### Singles
- You and Me (Board Mix) (2013)
- I'm Down (2013)
- Did We Live Too Fast? (2014)
- There's a Revolution (2014)

### Participations
- Chant sur The Agony et Look Across the Sky sur l'album Event 2 de Deltron 3030 (2013)
- Chœurs sur Vampires In The Valley, Midnight Caller, Will You?, Santa Monica et Raspberry sur l'album Use Your Delusion de Honus Honus (2016)

Source : Discogs.com

## Distinctions
| Année | Prix                                     | Catégorie                                                   | Production          | Résultat   |
| ----- | ---------------------------------------- | ----------------------------------------------------------- | ------------------- | ---------- |
| 2000  | Young Artist Award                       | Meilleure jeune actrice dans une série télévisée            | Passions            | Nomination |
| 2001  | Young Artist Award                       | Meilleure jeune actrice dans une série télévisée            | Passions            | Nomination |
| 2006  | Hollywood Film Festival                  | Meilleure distribution d'ensemble (partagé avec le casting) | Bobby               | Lauréat    |
| 2006  | Broadcast Film Critics Association Award | Meilleure distribution d'ensemble (partagé avec le casting) | Bobby               | Nomination |
| 2006  | Screen Actors Guild Award                | Meilleure distribution d'ensemble (partagé avec le casting) | Bobby               | Nomination |
| 2006  | Scream Award                             | Scream Queen                                                | Black Christmas     | Nomination |
| 2010  | IGN Movie Award                          | Meilleure distribution (partagé avec le casting)            | Scott Pilgrim       | Nomination |
| 2010  | Teen Choice Awards                       | Meilleure actrice dans un film d'action                     | Scott Pilgrim       | Nomination |
| 2012  | Independent Spirit Awards                | Meilleure actrice                                           | Smashed             | Nomination |
| 2012  | Phoenix Film Critics Society Awards      | Meilleure actrice                                           | Smashed             | Nomination |
| 2013  | Dallas International Film Festival (en)  | Shining Star Award de la meilleure actrice                  | Smashed             | Lauréat    |
| 2013  | North Carolina Film Critics Association  | Shining Star Award de la meilleure actrice                  | Smashed             | Nomination |
| 2014  | BloodGuts UK Horror Awards               | Meilleure actrice                                           | Faults              | Nomination |
| 2016  | BloodGuts UK Horror Awards               | Meilleure actrice                                           | 10 Cloverfield Lane | Nomination |
| 2016  | Fright Meter Awards                      | Meilleure actrice                                           | 10 Cloverfield Lane | Nomination |
| 2016  | Golden Schmoes Awards                    | Meilleure actrice                                           | 10 Cloverfield Lane | Nomination |
| 2017  | Saturn Awards                            | Meilleure actrice                                           | 10 Cloverfield Lane | Lauréat    |
| 2017  | iHorror Awards                           | Meilleure actrice dans un film d'horreur                    | 10 Cloverfield Lane | Lauréat    |

## Voix francophones
En version française, Mary Elizabeth Winstead est dans un premier temps doublée par Josy Bernard dans Passions  et Wolf Lake, Caroline Victoria dans Tru Calling : Compte à rebours, Nathalie Regnier dans Le Cercle 2, Priscilla Barro dans L'École fantastique, Céline Ronté dans Bobby, Alexandra Garijo dans Destination finale 3 et Die Hard 4 : Retour en enfer, Mélodie Orru dans Boulevard de la mort ou encore Élisabeth Ventura dans Dancing Girls.
Depuis 2010 et le film Scott Pilgrim, elle est régulièrement doublée par Ingrid Donnadieu. Elle la double notamment dans The Thing, Smashed , 10 Cloverfield Lane, All About Nina, The Parts You Lose, Gemini Man ou encore Kate.
En parallèle, l'actrice est doublée par Julie Cavanna dans Abraham Lincoln : Chasseur de Vampires, de nouveau Alexandra Garijo dans Die Hard: Belle journée pour mourir et Secret d'État, Delphine Chauvier dans The Returned, Caroline Mozzone dans BrainDead, Anne Tilloy dans Fargo , Stéphanie Hédin dans Love, Death & Robots et Laëtitia Lefebvre dans Birds of Prey.
En version québécoise, Geneviève Désilets la double régulièrement, étant notamment sa voix dans Sky High: École des Super-Héros,Bobby,Destination ultime 3,Scott Pilgrim vs le Monde,La Chose ou encore Abraham Lincoln : Chasseur de Vampires. Audrey Lacasse la double dans Grindhouse en programme double.